# Beatrice Wagner
Beatrice Wagner (* 1982 in Wien) ist eine österreichische Autorin von Bastelbüchern für Kinder. 

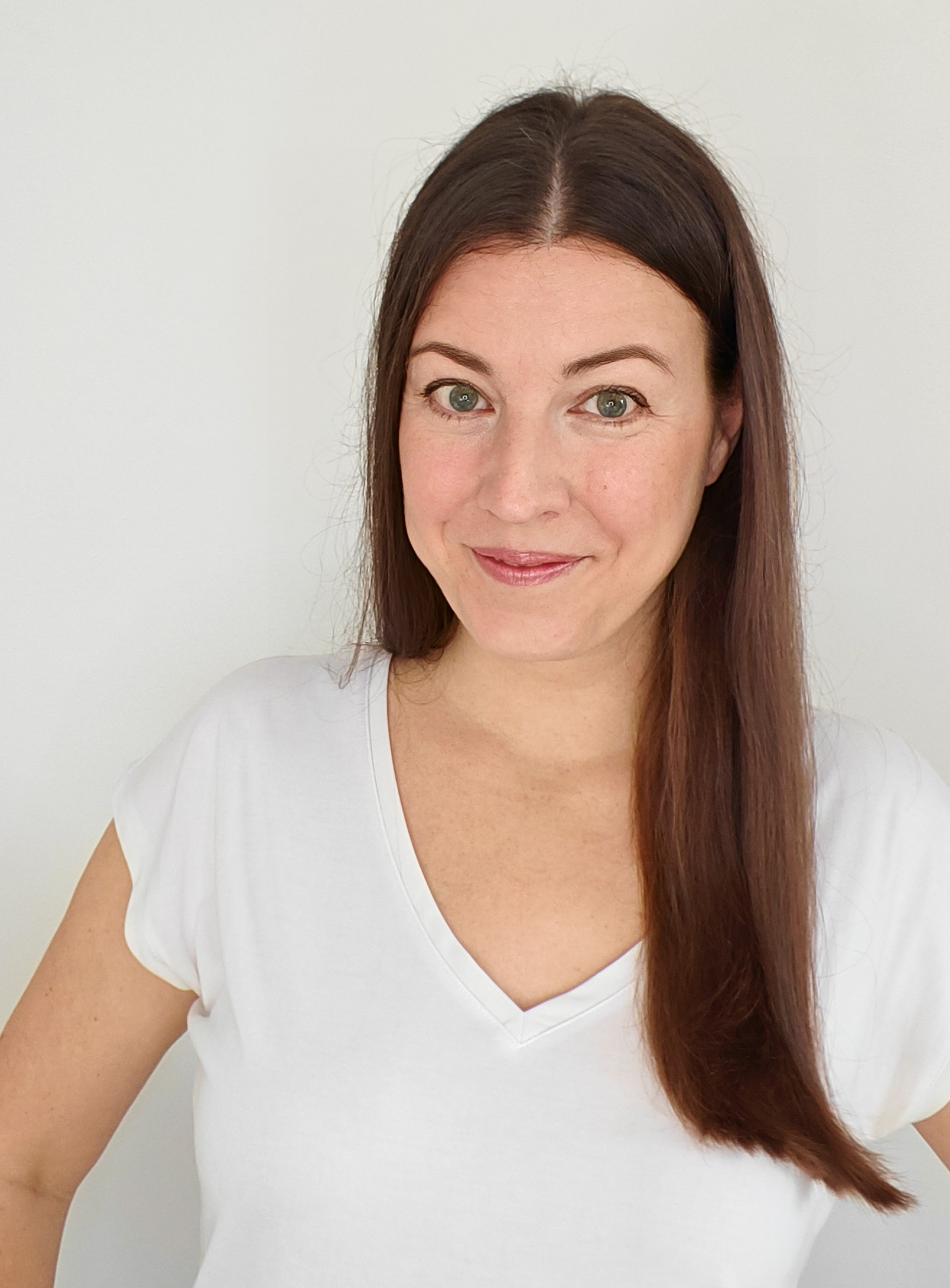
Beatrice Wagner (2023)

Nach ihrem Studium und ihrer Promotion an der Universität für Bodenkultur Wien wandte sich Wagner der Kreativliteratur zu. Wagner lebt mit ihrer Familie in Gablitz im Wienerwald, wo sie Inspirationen für ihre kreativen Projekte findet.

## Auszeichnungen
2022: Buchwettbewerb frechverlag TOPP Star Award

## Werke
- Meine Bastelreise um die Welt - Das Bastelbuch für Weltentdecker. Mit allen Sinnen über 40 Länder erkunden. frechverlag, Stuttgart 2023, ISBN 978-3-7358-9069-6.
- Lovely You - das Kreativbuch. Farbenfrohe DIY-Projekte für dich. frechverlag, Stuttgart 2024, ISBN 978-3-7358-9136-5.
- Schiff Ahoi! Das supercoole Schiffe-Bastelbuch: Anleitungen für 20 Modelle sowie Motoren & Spielideen. frechverlag, Stuttgart 2025, ISBN 978-3-7358-9217-1.
- In my Girly Era – dream it, create it. Mein Kreativbuch: Kreativideen für mehr Girl Power und Confidence in deinem Alltag. frechverlag, Stuttgart 2025, ISBN 978-3-7358-9208-9.
- Montessori - 365 Kreativideen rund ums Jahr. Beschäftigungs-, Kreativ- und Tablettideen für jeden Tag. Mit 130 Vorlagen zum Download. frechverlag, Stuttgart 2025, ISBN 978-3-7358-9257-7.